# Acid (belgische Band)
Acid war eine belgische Speed- und Thrash-Metal-Band aus Brügge, die im Jahr 1980 gegründet wurde und sich um 1985 auflöste.

## Geschichte
Die Band wurde im Jahr 1980 von dem Gitarristen Demon, der Sängerin Kate de Lombaert und dem Bassisten T-Bone gegründet, nachdem sie sich von ihrer vorherigen Band Precious Page getrennt hatten. Als Schlagzeuger kam kurze Zeit später Anvill hinzu. Nachdem Dizzy Lizzy als zweiter Gitarrist zur Band gekommen war, nahm die Band eine Single auf, die eine Auflage von 2000 Stück hatte. Der Tonträger erschien im Juli 1982 unter dem Namen Hell on Wheels über Roadrunner Records. Das erste selbstbetitelte Album schloss sich im Januar 1983 an. Im selben Jahr folgte bereits das zweite Album Maniac, dem 1985 das dritte Album Engine Beast folgte. Die Band löste sich etwas später auf. In ihrer Karriere hatte die Band neben Belgien auch in den Niederlanden und Frankreich gespielt und trat zusammen mit Gruppen wie Black Sabbath, Manowar, Loudness, Venom, Picture, Bodine und Motörhead auf.
2021 trat die Band als Kate’s Acid auf dem Keep It True  Festival, welches wegen Corona in Würzburg stattfand, auf.

## Stil
Laut Eduardo Rivadavia von Allmusic widmete sich die Band anfangs dem Heavy Metal, ehe sie sich bereits kurze Zeit später dem Thrash Metal zuwandte, der durch Venom und Raven beeinflusst wurde. Das selbstbetitelte Debütalbum ordnete Rivadavia dem Speed Metal zu, wobei die Lieder Satanismus behandeln würden, dies jedoch nicht ernst gemeint sei.
Laut Martin Popoff in seinem Buch The Collector’s Guide of Heavy Metal Volume 2: The Eighties erinnere der Doublebass auf dem Album Acid an Motörhead, sodass die Band wie eine Version von Girlschool, der in den Arsch getreten werde. Auf Maniac widme sich die Band dem klassischen Speed Metal, wobei der Einsatz von schnellen Doublebass erneut charakteristisch war.
Laut thethrashmetalguide.com sei die Band ein Pionier im Speed- und Thrash-Metal-Bereich, da sie die neben Anvil die erste Band gewesen sei, die die aggressive Seite dieser Szene zeige. Zudem sei sie neben Girlschool eine der ersten Bands gewesen, die eine Sängerin aufweisen konnte.

## Diskografie
- 1981: Demo (Demo, Eigenveröffentlichung)
- 1982: Hooked on Metal (Single, Roadrunner Records)
- 1982: Demo 82 (Demo, Eigenveröffentlichung)
- 1982: Rehearsal '82 (Demo, Eigenveröffentlichung)
- 1983: Acid (Album, Giant Records)
- 1983: Maniac (Album, Giant Records)
- 1983: Lucifera (Single, Giant Records)
- 1983: Metal Prisoners (Split mit Chinawite, Seducer und Factory, Mausoleum Records)
- 1984: Black Car (EP, Giant Records)
- 1985: Engine Beast (Album, Giant Records)
- 2009: Live in Belgium '84 (Live-Album, Maniacal Records)